# Pipers Creek
De Pipers Creek (ook Piper's Creek of Piper Creek) is een beek in Seattle. De beek stroomt van Blue Ridge, door Greenwood en Broadview, naar de Puget Sound. De Pipers Creek stroomt gedurende zijn gehele traject door het Carkeek Park. De beek staat sinds 10 september 1979 geregistreerd in de database van de United States Geological Survey (USGS). De Pipers Creek heeft een stroomgebied van ongeveer 8 km².
De naam Pipers Creek komt van de man A. W. Piper, die beter bekendstond al A. W. Pipers. Onder de Duwamish stond de beek bekend als qWátub, wat Lushootseed is voor "gedaald".

## Geschiedenis
Oorspronkelijk leefden er in de Pipers Creek regenboogforellen, oncorhynchus clarkii clarkii's en coho- en chumzalmen. In 1893 werd de Great Northern Railroad aangelegd, die met een brug over de Pipers Creek ging. Deze brug werd in 1906 vervangen door een duiker. Door deze duiker verdween het laatste hout van het oerbos in het stroomgebied van de Pipers Creek in 1921. Ook verdwenen de zalmen. De laatste zalm werd door lokale bewoners gespot in 1927 en in 1928 werd rond de Pipers Creek het Carkeek Park aangelegd. De fuiken voor het vangen van zalm werden uit het water gehaald in 1929. Ondanks het verdwijnen van de zalmen bleven er oncorhynchus clarkii clarkii's voorkomen.
In 1979 werd het "Carkeek Watershed Community Action Project" (CWCAP) opgezet om de staat van Pipers Creek te verbeteren. Dit project werd door de "Seattle Public Utilities and Seattle Parks and Recreation" gesteund. Dit project verbeterde de kwaliteit van het water, zorgde voor een verbod op vissen in het paaiseizoen, legde een vijver aan, bouwde een stuw om het water meer geleidelijk te laten stromen en werden er planten en struiken langs de beek geplant om het habitat van de zalmen te verbeteren. Er werd later door vrijwilligers van de CWCAP in samenwerking met de "Washington State Department of Fish & Wildlife" (WDFW) een project gestart om de situatie voor zalmen te verbeteren. Naast het verbeteren van de omstandigheden voor de zalmen liet het project ook 70.000 jonge chumzalmen en 5.000 eieren van chumzalmen in de Pipers Creek leggen en vrijlaten. De eieren kwamen van "Suquamish Tribe's Grover's Creek Hatchery". De jonge chumzalmen werden als eerst vrijgelaten in een vijver, genaamd "Les Malmgren". De jonge zalmen verbleven hier drie tot vier dagen om te wennen aan het water uit de Pipers Creek. Hierna werden de zalmen in de beek vrijgelaten. Dit gebeurde in de nacht tijdens het hoogtij om de overlevingskans van de zalmen te vergoten.
Elk jaar komen tussen midden november en midden december 100 tot 600 chum- en cohozalmen naar de Pipers Creek. Van deze zalmen zijn veruit de meesten chumzalmen.
- Library of Congress Control Number: sh00003476
- Nationale Bibliotheek van Israël: 987007291887605171
- Virtual International Authority File: 315528623